# 50240 Cortina
50240 Cortina è un asteroide della fascia principale. Scoperto nel 2000, presenta un'orbita caratterizzata da un semiasse maggiore pari a 2,5436214 UA e da un'eccentricità di 0,1358350, inclinata di 12,70465° rispetto all'eclittica. Ha un diametro di 3,517 km.
L'asteroide è dedicato alla località italiana di Cortina d'Ampezzo.